# Carl de Souza
Carl de Souza est un écrivain mauricien né en 1949 à Rose-Hill.

## Biographie
Né le 4 mars 1949 à Rose-Hill,, il vit dans différents lieux de l'Île Maurice au gré des mutations de son père, officier de police. Après des études scientifiques sur Maurice, un diplôme B.S.C. en biologie passé à Londres et un diplôme post-gradué en pédagogie, il enseigne la biologie en anglais, la langue officielle de l'Île Maurice et en français. 
Il commence par écrire, en français, des nouvelles vers 1980. La Comète de Halley reçoit le Prix Pierre Renaud à Maurice en 1986. Puis il publie une autre nouvelle, Le raccourci. Des romans suivent. Ces romans s'appuient sur l'histoire de son pays, un glissement de terrain à Port-Louis, les émeutes de 1999 à la suite de la mort du chanteur de reggae Kaya (Les Jours Kaya publié en 2000), les immigrés clandestins (dans Ceux qu’on jette à la mer, punlié en 2001). A propos du roman Les Jours Kaya, il explique : « Kaya chantait une musique issue de l'esclavage. Fumer un joint est un geste rituel des chanteurs de reggae. Pour moi, son arrestation et ces émeutes ont révélé à quel point l'esclavage reste un thème inexploré à Maurice alors qu'il est omniprésent dans les têtes. ».
En 2012, dans En chute libre, il évoque les contrecoups de la décolonisation à travers le destin d'un champion de badminton. Son roman En 2018, son roman L'année des cyclones est primé au Salon du livre Athéna 2019 de La Réunion.
Il vit à Mont Piton, terre de ses ancêtres.

## Œuvre

### Nouvelles
- La Comète de Halley, 1980

- Le raccourci, 1993, éditions Serpent à plumes

### Romans
- Le Sang de l'Anglais, éditions Hatier, 1993
- La Maison qui marchait vers le large, roman, éditions du Serpent à plumes, 1996, poche
- Les Jours Kaya, roman, éditions de l'Olivier, 2000
- Ceux qu'on jette à la mer, roman, éditions de l'Olivier, 2001
- L'oiseau zombie, traduction du roman de Ismith Khan, éditions Dapper, 2001
- En chute libre, roman, éditions de l'Olivier, 2012
- L'année des cyclones, roman, éditions de l'Olivier, 2018

### Textes jeunesse
- La tififi Citronnelle : qui n’entendait que le vent dans les champs de cannes, illustrée par Danièle Hitié, EDICEF, 1999.

## Prix et distinctions
- Prix Pierre Renaud 1986 pour La Comète de Halley
- Prix de l'ACCT 1993 pour Le Sang de l'Anglais
- Sélection Prix du roman métis des lycéens 2018[4] pour L'année des cyclones
- Prix Athéna 2019[5] pour L'année des cyclones.